# Iguassuoides lucidus
Genre
Espèce
Synonymes
- Iguassua lucida Soares, 1944

Iguassuoides lucidus, unique représentant du genre Iguassuoides, est une espèce d'opilions laniatores de la famille des Gonyleptidae.

## Distribution
Cette espèce est endémique de l'État de São Paulo au Brésil. Elle se rencontre vers Amparo et Botucatu.

## Description
La femelle holotype mesure 5,0 mm.

## Systématique et taxinomie
Cette espèce a été décrite sous le protonyme Iguassua lucida par Soares en 1944. Elle est placée dans le genre Iguassuoides par Soares et Soares en 1954.

## Publications originales
- Soares, 1944 : « Alguns opiliões da coleção “Otto Schubart”. » Papéis Avulsos do Departamento de Zoologia do Estado de São Paulo, vol. 6, no 17, p. 193-202.
- Soares & Soares, 1954 : « Monografia dos gêneros de opiliões neotrópicos III. » Arquivos de Zoologia do Estado de São Paulo, vol. 8, no 9, p. 225–302.